# Titelsequenz
Als Titel- oder Eröffnungssequenz bezeichnet man den Beginn eines Films, in dem die Mitglieder des Filmstabs und die Schauspieler aufgelistet sind. Häufig wird er auch als Vorspann bezeichnet; dieser Begriff kann jedoch auch den (bisweilen mit einem Countdown versehenen) Anfang des Filmstreifens bezeichnen, der beim analogen Film zum Einfädeln in den Projektor benötigt wird und nicht für den Zuschauer bestimmt ist.
Während zu Beginn der Entwicklung des Filmvorspanns einfache Texttafeln den Film einleiteten, entwickelte er sich in den 1960er-Jahren durch Künstler wie Saul Bass oder Maurice Binder zu einem stilprägenden Genre. Titelsequenzen zu Filmen wie Vertigo (1958) oder Grand Prix (1966) sind bis heute Ausdruck zeitgenössischer Gestaltung und Illustration.
Einzelheiten zur Platzierung der Namen werden vertraglich geregelt. Eine wichtige Rolle spielt auch die Typographie.

## Historische Entwicklung
Die Historie des Vorspanns beginnt bereits in den Anfangsjahren des Films mit dem Bestreben der Filmemacher, sich namentlich im Filmmaterial festzuhalten und den Beginn des Films zu signalisieren. Bis in die 1940er-Jahre hinein dominierten pragmatische Auflistungen des Filmstabs. Erst in den 1950er-Jahren entwickelte sich der Filmvorspann zur künstlerischen Ausdrucksweise. Die Selbstverpflichtung der Filmgesellschaften, alle Beteiligten im Vorspann zu nennen, begriffen Künstler wie Saul Bass, Wayne Fitzgerald und Maurice Binder als erweiterten Raum der Filmnarration und -gestaltung.
Als Alfred Hitchcock, der seine Karriere in der Stummfilmära als Title Designer begann, im Jahr 1958 seinen Film Vertigo veröffentlichte, hatte er den damals als Plakat- und Logogestalter bekannten Saul Bass dafür engagiert, einen Vorspann für den Film zu gestalten. Bass gelangen weiterhin mit Psycho (Alfred Hitchcock, 1960), Bunny Lake ist verschwunden (Otto Preminger, 1965) und Grand Prix (John Frankenheimer) stilprägende Titelsequenzen. Maurice Binder zeichnete von 1962 bis zu seinem Tod für zahlreiche Filmvorspänne der James-Bond-Reihe verantwortlich, darunter für James Bond – 007 jagt Dr. No (1962). Mit der markanten Eingangssequenz der Bond-Filme zeigt sich zudem die Fähigkeit einer Titelsequenz, auch im Zusammenspiel mit einer Titelmelodie einen Wiedererkennungswert zu schaffen, was auch in der Pink-Panther-Reihe seit dem ersten Film (Der rosarote Panther, 1963) zur Anwendung kommt.
Die Gestaltung des Filmvorspanns nutzen einige Regisseure auch dazu, ihre Autorenfunktion zu unterstreichen und das Filmemachen an sich zu reflektieren. So schrieb Jean Cocteau in La belle et la bête (1949) eigenhändig die Credits mit Kreide an eine Tafel oder schilderte Jean-Luc Godard die Fakten zum Film Die Verachtung (1963) als Off-Sprecher, während der Vorspann selbst einen Eindruck vom Drehalltag vermittelt. Quentin Tarantino überführt den Ansatz im Vorspann zu Death Proof (2007) mit der vermeintlich schlechten Filmkopie und der gerissenen Filmrolle in die Gegenwart.
Die neue Stilbewegung der Titelsequenz während der 1960er-Jahre fand gleichzeitig Nährboden im Aufkommen des Fernsehens. Angesichts des Attraktivitätsverlusts des Films waren Filmstudios bestrebt, den Film gegenüber dem Fernsehen aufzuwerten. Neben der zunehmenden Produktion von epischen Filmen in wenigen patentierten Breitbildformaten versuchten Studios ihre Filme durch orchestrale Präludien in aufwendigen Titelsequenzen hervorzuheben. Die Arbeiten von Bass sollten die in den 1960er-Jahren stark grafikorientierten Eröffnungssequenzen zahlreicher Fernsehshows beeinflussen. Dessen grafischer Minimalismus wird außerdem in Titelsequenzen aktueller Filme wie Catch Me If You Can (Steven Spielberg, 2002) zitiert.

### Technik
Für Schmalfilmtitel wurde eine spezielle Cinegraphica entwickelt.

## Charakteristik
Der Vorspann hat für den eigentlichen Film eine einleitende Wirkung ohne vorwegzunehmen. Möglich sind dabei verschiedene Gestaltungsformen. Häufig wird der Vorspann klar ersichtlich als Teil des Films gestaltet, indem die Namen der Beteiligten im Vordergrund erscheinen, während die Handlung im Hintergrund eingeführt wird (Taxi Driver, Martin Scorsese, 1976). Ursprünglich entwickelte sich dieser Ansatz, damit Werk und Urheberrechtshinweise nicht ohne Weiteres getrennt werden können.
Im Gegensatz dazu kann sich ein Filmvorspann inhaltlich und gestalterisch vom Film abheben. Im Vorspann zu Chinatown (Roman Polański, 1974) wird etwa mit einem Bildwechsel von Darstellungen historischer Typographie in neutralem Schwarzweiß zur eigentlichen Filmhandlung ein harter Schnitt gesetzt, wobei mit Hilfe von Filmmusik eine Verknüpfung zwischen beiden Elementen geschaffen werden kann. Denkbar ist ein Filmvorspann auch nach einer ersten Handlungssequenz, wie etwa in Der Kontrakt des Zeichners (Peter Greenaway, 1982), oder dem ersten Filmhöhepunkt, wie in den James-Bond-Filmen.
Einige Titelsequenzen sind aufwendig produziert und stellen ein eigenes Werk dar. In Delicatessen (Jean-Pierre Jeunet, Marc Caro, 1991) gleitet etwa die Kamera über eine Vielzahl von Gegenständen in einer detaillierten Szenerie, wobei der Blick des Betrachters am Ende eher zufällig den Filmtitel erfasst. In einigen Sequenzen wird die Filmhandlung verdichtet und andeutend vorweggenommen. So fasst zum Beispiel der Vorspann zu Sieben (David Fincher, 1995), inspiriert vom zerkratzten Intro von Stan Brakhages klaustrophobischen Desistfilm (1954), den gesamten Plot und dessen Auflösung verdichtet zusammen. Zu Beginn von Casino (Martin Scorsese, 1995) gelangt Hauptdarsteller Robert De Niro in einem Feuerball unter Begleitung des Schlusschorals der Matthäus-Passion („Wir setzen uns mit Tränen nieder“) in den Schoß des nächtlichen Las Vegas, was den Ausgang des Films vorwegnimmt. Diesem Ansatz entsprechen auch Vertigo und Psycho, in deren Titelsequenzen Filmtitel und -thema jeweils aufgegriffen werden.

## Ähnliche Sequenzen
- Abspann – das Gegenstück am Ende des Films
- Vorspann – die Titelsequenz bei Fernsehserien